# Gobir
Gobir var en hausa-stadsstat i Nigeria. Gobir grundades på 1000-talet och existerade till 1808 då den infogades i Sokotokalifatet.